# Nuno Caetano Álvares Pereira de Melo, hertig av Cadaval

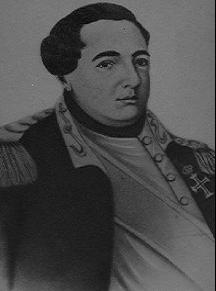
Nuno Caetano Álvares Pereira de Melo, hertig av Cadaval

Nuno Caetano Álvares Pereira de Melo, hertig av Cadaval, född 7 april 1799 och död 14 februari 1838, var en portugisisk statsman.
Cadaval tillhörde en gren av huset Bragança och blev 1826 medlem av regeringen under drottning Marias minderårighet. Obeslutsamt vacklade Cadaval mellan partierna men anslöt sig 1828 definitivt till dom Miguel, under vars regering han var premiärminister. Efter dennes fall bosatte han sig i Paris.